# ВНИИГИС
АО НПП «ВНИИГИС» — научно-производственное предприятие России. Полное наименование в соответствии с учредительными документами — Акционерное общество Научно-производственное предприятие Научно-исследовательский и проектно-конструкторский институт геофизических исследований геологоразведочных скважин. Главный офис расположен в городе Октябрьский (Республика Башкортостан).

## История
История ВНИИГИС началась 29 февраля 1956 году, когда был создан Волго-Уральский филиал научно-исследовательского института геофизических методов разведки (ВУФ НИИГР). В августе того же года он, в связи с переименованием головного предприятия, был преобразован в Волго-Уральский филиал ВНИИГеофизики (ВУФ ВНИИГеофизики).
1972 году произошло преобразование филиала в самостоятельный институт — Всесоюзный научно-исследовательский и проектно-конструкторский институт геофизических исследований геологоразведочных скважин — ВНИИГИС.
В 1982 году на базе Калининского отделения ВНИИГИС (г.Тверь), образованного в 1977 году из Калининской геофизической экспедиции (КГЭ), был создан институт ВНИГИК, а затем — НПО «Союзпромгеофизика».
В начале 1990-х годов в отделах (практически по всем основным направлениям деятельности ВНИИГИС) стали создаваться параллельные структуры — малые предприятия с ограниченной ответственностью.
С 26 декабря 1995 году институт приобрел статус — Акционерное общество Научно-производственное предприятие (ОАО НПП «ВНИИГИС»). В 2005 году государство выставило ВНИИГИС на продажу и малые предприятия выкупили у государства его долю (более 70 %) в институте. В 2016 году форма организации предприятия изменилась на ПАО НПП «ВНИИГИС», а в 2020 г. –
на АО НПП «ВНИИГИС».

## Деятельность
Предприятие занимается разработкой геофизических методов и современных аппаратурно-методических комплексов для исследования геологоразведочных скважин и выполнением производственных работ на месторождениях.
Предприятие сотрудничает с научно-исследовательскими институтами и центрами России, Белоруссии, Германии, Казахстана, Канады, Китая, Украины, Японии и других.

## Некоторые руководители
- Леонид Григорьевич Петросян (1961—1964) - Лауреат Государственной премии СССР 1982 года
- Анатолий Александрович Молчанов (1970—1988) - Лауреат Государственной премии СССР 1980 года[5]

## Награды
В 2017 году ВНИИГИС стал победителем регионального этапа конкурса на соискание национальной премии в области предпринимательской деятельности «Золотой Меркурий» в номинации «Лучшее предприятие-экспортер в сфере промышленного производства». В 2020 г. – победителем федерального этапа в номинации «Лучшее предприятие-экспортер в сфере услуг». В 2019 г. институт стал победителем конкурса «Экспортер года» Республики Башкортостан в номинации «Экспортер года в сфере услуг».

## Санкции
20 июля 2023 года, на фоне вторжения России на Украину, предприятие включено в блокирующий санкционный список США против предприятий поддерживающих войну России против Украины.